# Commelina velutina
Commelina velutina är en himmelsblomsväxtart som beskrevs av Gottfried Wilhelm Johannes Mildbraed. Commelina velutina ingår i släktet himmelsblommor, och familjen himmelsblomsväxter.
Artens utbredningsområde är Kamerun. Inga underarter finns listade.